# 贾妮·卡萨纳沃伊德
贾妮·卡萨纳沃伊德（英語：Janee' Kassanavoid，1995年1月19日—），美国女子田径运动员，主攻链球，2022年世界田径锦标赛女子链球铜牌得主、2023年世界田径锦标赛女子链球银牌得主。